# Test of Proficiency in Korean
Die Koreanisch-Sprachprüfung Test of Proficiency in Korean (üblicherweise TOPIK abgekürzt, kor. 한국어능력시험, „Hangugeo Neungnyeok Siheom“; Hanja 韓國語能力試驗) ist ein Test zur Überprüfung der Koreanischkenntnisse von Nicht-Muttersprachlern.

## Testformat
Der TOPIK-Test wird weltweit vom südkoreanischen National Institute for International Education (NIIED) (deutsch: Koreanisches Erziehungsinstitut in Deutschland (KEID)) durchgeführt. Er existiert seit 1997 und wurde seither von mehr als einer Million Personen absolviert.
Der Test kann in zwei Schwierigkeitsgraden abgelegt werden, TOPIK I (Anfänger) und TOPIK II (Mittelstufe und Fortgeschrittene).
| Stufe    | Level | Mindestpunktzahl zum Bestehen | Kriterien der Niveaustufe |
| -------- | ----- | ----------------------------- | --- |
| TOPIK I  | 1     | >80 Punkte                    | Der angesetzte Wortschatz für Level 1 beinhaltet etwa 800 Wörter. |
| TOPIK I  | 2     | >140 Punkte                   | Für dieses Level werden 1.500 bis 2.000 Wörter vorausgesetzt. |
| TOPIK II | 3     | >120 Punkte                   | Der Prüfling "hat kaum Schwierigkeiten bei der Verständigung in alltäglichen Situationen. Kann Wörter aus der Schriftsprache von Wörtern der gesprochenen Sprache unterscheiden".                                                                                        |
| TOPIK II | 4     | >150 Punkte                   | Der Prüfling "besitzt die für die Nutzung öffentlicher Einrichtungen und die Pflege sozialer Beziehungen erforderlichen Sprachfertigkeiten und kann Inhalte aus Nachrichten oder Zeitungsartikeln zu einem gewissen Grad verstehen".                                     |
| TOPIK II | 5     | >190 Punkte                   | Der Prüfling "beherrscht die koreanische Sprache auf professioneller Ebene wie der Forschung oder der Arbeit relativ fließend und kann formelle und informelle Sprache sowie Schriftsprache und gesprochene Sprache je nach Kontext unterscheiden und richtig anwenden". |
| TOPIK II | 6     | >230 Punkte                   | Der Prüfling "beherrscht die koreanische Sprache auf professioneller Ebene wie der Forschung oder der Arbeit fließend und kann auch den Inhalt von unbekannten Themen wie Politik, Wirtschaft oder Gesellschaft verstehen".                                              |

Der Test besteht hauptsächlich aus Multiple-Choice-Fragen, die Prüfung zum TOPIK II beinhaltet zusätzlich eine Schreibaufgabe. 
TOPIK I besteht aus Multiple-Choice-Fragen zur Prüfung des Hörverständnisses (40 Minuten für 30 Fragen) und des Leseverständnisses (60 Minuten für 40 Fragen). Beide Prüfungsbereiche werden mit einer Punktzahl von 100 bewertet und für die Gesamtbewertung kombiniert, die höchste erreichbare Punktzahl beträgt somit 200. 
TOPIK II besteht aus zwei Teilen. Der erste Teil besteht aus der Prüfung des Hörverständnisses (60 Minuten für 50 Fragen) und des Schreibvermögens (50 Minuten für 4 Fragen). Der zweite Teil umfasst die Prüfung des Lesevermögens (70 Minuten für 50 Fragen). Alle drei Prüfungen des TOPIK II werden mit jeweils 100 Punkten bewertet, was eine kombinierte Gesamtpunktzahl von 300 ergibt.

## Entwicklung
Teilnehmerzahlen:
| Jahr | Anzahl der Teilnehmer |
| ---- | --------------------- |
| 1997 | 2.692                 |
| 2006 | 34.028                |
| 2012 | 151.166               |
| 2016 | 250.141               |
| 2017 | 290.638               |
| 2018 | 329.224               |
| 2019 | 375.871               |
| 2020 | 218.869               |

## Prüfungsort
In Deutschland findet der TOPIK jährlich zweimal statt: im April und im Oktober. Der Test wird in den Städten Berlin, Bochum, Frankfurt am Main, Tübingen und Hamburg durchgeführt.